# Onocoete
L'onocoete (anche onocoirite) nella mitologia è rappresentato da un mostro metà asino e metà porco.
Era una delle voci popolari diffuse nel mondo pagano sul dio dei Cristiani. 